# Szarość kolumny

Przykład korytarzy w błędnie złożonym tekście

Szarość optyczna kolumny tekstu (zaczernienie) – jedno z podstawowych zagadnień estetyki składu tekstu ciągłego. Pojęcie jednolitej szarości kolumny wiąże się rozłożeniem znaków w obrębie kolumny tekstu w sposób, który daje wrażenie równomiernej plamy szarości. Szarość kolumny może zostać zaburzona przez ingerencję w parametry składu.

Przykład załamania szarości kolumny przez niejednolite odstępy międzyliterowe

Rodzaje ingerencji wpływających na jednolitą szarość kolumny:
- zmiana kroju, stopnia i odmiany pisma wewnątrz ciągu tekstu,
- wykorzystywanie pseudokapitalików,
- tworzenie się tzw. kanalików (korytarzy), czyli zbyt dużych odstępów pomiędzy wyrazami w wierszach usytuowanych jeden po drugim (często spowodowanych przez nieprofesjonalne justowanie tekstu)[2],
- zastosowanie nieregularnej interlinii,
- zbyt duże lub nieregularne światło międzyliterowe i międzywyrazowe.

Jednolita szarość kolumny jako cecha dobrze złożonego tekstu istotna jest ze względów funkcjonalnych. Wpływa ona na uwagę czytelnika i jego postrzeganie strony jako całości treściowej. Szarość kolumny jest równocześnie ważnym elementem składu pod względem kompozycyjnym i estetycznym.
Według Elementarza stylu w typografii autorstwa Roberta Bringhursta szarość to zaciemnienie, jakie daje pismo w składzie, co nie jest tożsame z grubością samego kroju. Światło międzyliterowe i odstępy międzywyrazowe, interlinia oraz częstość występowania wersalików – by nie wspomnieć o właściwościach farby i papieru – to wszystko ma wpływ na szarość pisma.